# Cắn mổ nhau ở gia cầm

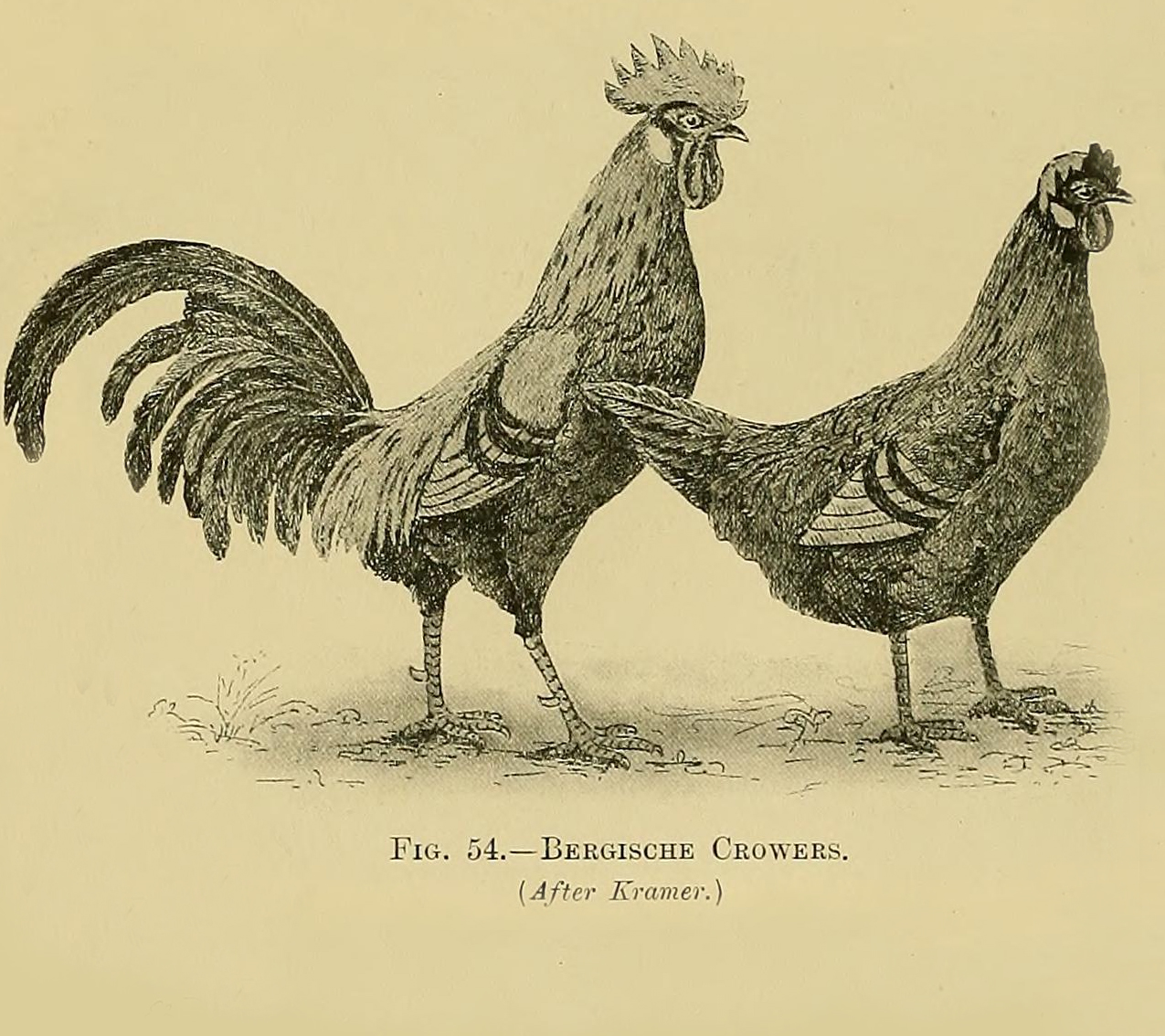
Hình ảnh gia cầm thuần hóa

Cắn mổ nhau ở gia cầm (tiếng Anh: cannibalism in poultry) là hiện tượng diễn ra ở gia cầm khi con vật mổ, cắn xé, ăn thịt, lông và cơ quan nội tạng của đồng loại. Hiện tượng này xảy ra ở tất cả các đàn gia cầm, từ gà, vịt nhà, gà tây nhà đến cút nhà, trĩ, hiện tượng này diễn ra ở cả đàn gà thịt và gà đẻ trứng và xảy ra ở tất cả các kiểu nuôi như nuôi trên sàn, trên lồng tầng cho đến nuôi chăn thả ngoài bãi hay trong vườn đồi. Hiện tượng này xem như là hành vi bất thường ở động vật. Trong điều kiện nuôi nhốt và có thể gây thiệt hại lớn về tỷ lệ chết, chất lượng thịt và hiệu quả kinh tế. Hiện tượng cắn mổ nhau ở gia cầm là hội chứng trên gà. Bệnh gà ăn trụi lông của nhau xảy ra ngay từ khi còn nhỏ. Giống gà đẻ thường mổ nhau hơn giống gà thịt.  Nghiên cứu đã được tiến hành để cố gắng hiểu tại sao gia cầm lại có hành vi này, vì nó vẫn chưa được hiểu một cách đầy đủ. Có những phương pháp kiểm soát được biết đến để giảm ăn thịt đồng loại như kiểm soát số lượng, cắt mỏ, điều chỉnh ánh sáng, đậu, di truyền chọn lọc và đeo che mắt.

## Đại cương

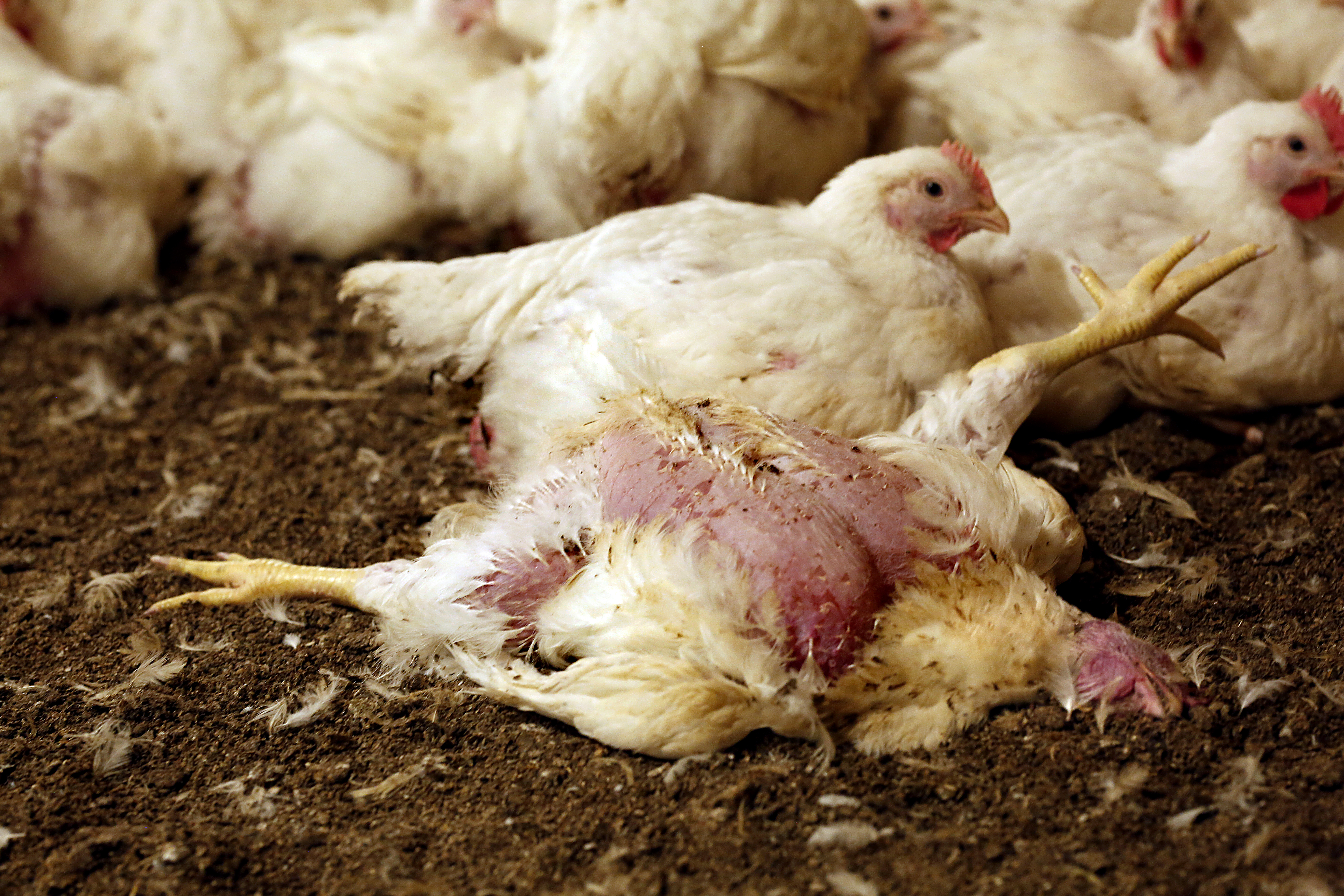
Một con gà chết do bị đồng loại cắn mổ

Hiện tượng xảy ra thường bắt đầu từ việc một số con vật trong đàn mổ lông nhau, rồi mổ, mổ ngón chân, mổ mào, mổ đuôi và đặc biệt mổ hậu môn của nhau, cắn xé thậm chí là ăn thịt ở một số bộ phận như ngón chân, mào, đuôi hay hậu môn. Đặc biệt, khi trong đàn có một con có vết thương bị chảy máu, thì cả đàn nuôi sẽ bị kích thích đồng loại tập trung vào việc mổ cắn vào vết thương và chúng tập trung vào việc cắn mổ vết thương của con vật đó. Từ đó, dẫn đến việc bùng phát hiện tượng cắn mổ nhau ở trên toàn đàn. Cắn mổ nhau là một hiện tượng phổ biến trong chăn nuôi gia cầm tập trung, hiện tượng này có thể xảy ra ngay cả khi đàn gia cầm được quản lý tốt.
Biểu hiện của bệnh rất đặc trưng và có thể nhận biết luôn bằng mắt thường. Gà đuổi đánh nhau hoặc mổ trụi lông lưng, lông cánh của nhau. Thậm chí khi mắc bệnh bị nặng thì gà sẽ cắn mổ thủng phao câu của các con khác. Gia cầm bị hấp dẫn bởi máu và vết thương, do vậy cần nhanh chóng loại bỏ khỏi đàn những con bị thương. Hàng rào của chuồng nuôi không được có các vật sắc nhọn làm rụng lông, rách da hay gây các thương tích khác. Theo dõi và tiến hành bắt, nhốt riêng những gia cầm hay mổ những con khác. Bắt nhốt riêng, cách lý những con gia cầm bị cắn mổ có vết thương hở và bị chảy máu. Tiến hành cắt mỏ ở một số loại gia cầm như gà nhằm hạn chế tình trạng cắn mổ nhau.

## Nguyên nhân

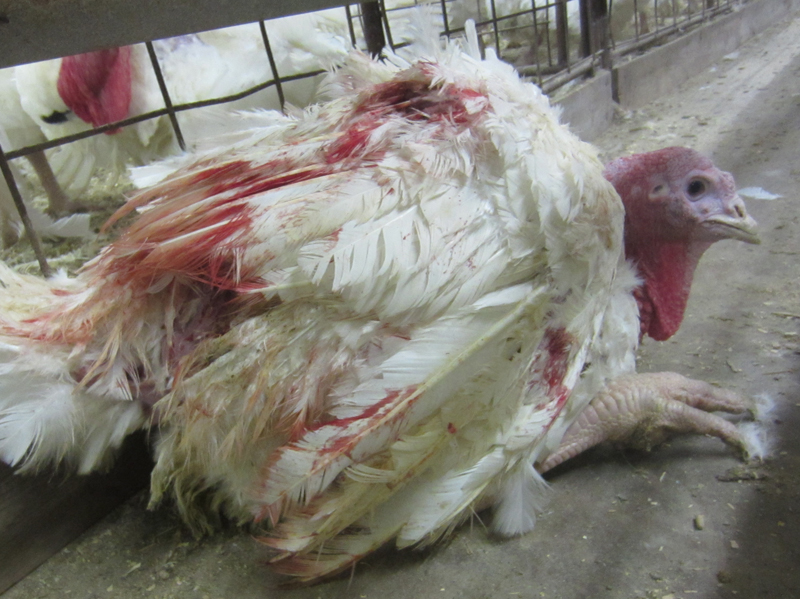
Một con gà tây nhà bị thương do mổ nhau

Có nhiều nguyên nhân khiến đàn gà bùng phát hiện tượng mổ nhau này:
- Bản năng sinh tồn của gà, vì chúng luôn muốn tranh chấp vị trí thứ bậc trong đàn gọi là tôn ti trật tự, chúng luôn muốn làm đàn đầu đàn để được nhiều lợi ích hơn. Do đó, nuôi đàn nào cũng sẽ xảy ra hiện tượng cắn mổ nhau.

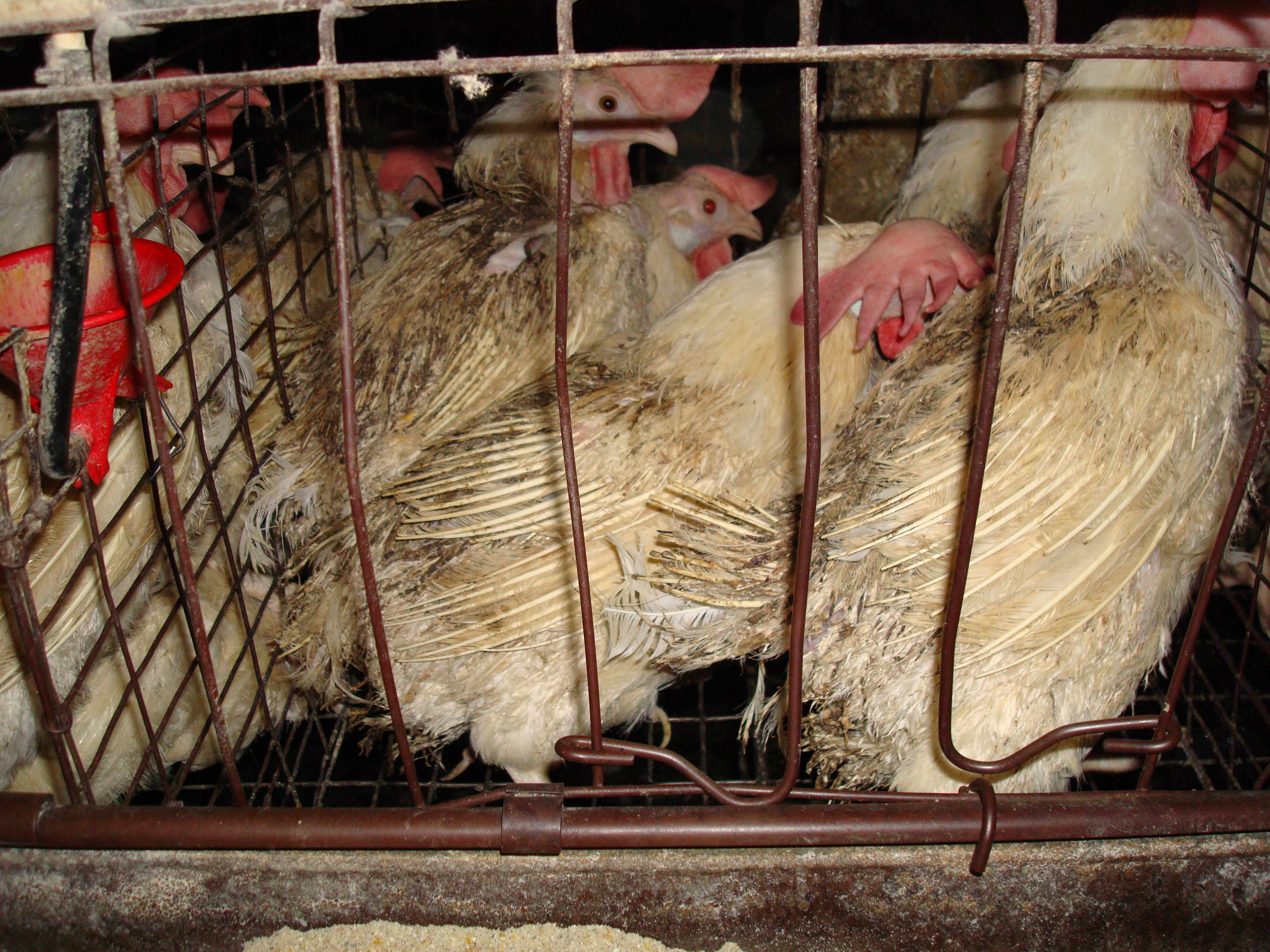
Mật độ nuôi gà quá dày khiến chúng cắn mổ nhau

- Mật độ nuôi quá dày, nuôi gà quá đông khiến gà bị căng thẳng và kích hoạt tính gây hấn dẫn đến quá trình cắn mổ nhau và diễn ra ngày càng dữ dội.[1][2]
- Thời tiết quá nóng cũng khiến gà bị căng thẳng, mà khi bị căng thẳng gà sẽ rất hay đánh nhau để giải tỏa bức xúc khi chúng gặp phải.
- Mưa cũng là một nguyên nhân khi nuôi gà thả vườn, khi trời mưa thì không thả gà ra ngoài, bị dồn lại và nhốt trong chuồng thời gian dài cũng sẽ làm gà bị stress và dẫn đến hiện tượng mổ nhau.
- Thiếu thức ăn và nước uống hay thiếu không gian của máng ăn và máng uống, trong tình trạng này gà phải đánh nhau để tranh giành thức ăn và nước uống, những con yếu dễ bị thương tích, máu và vết thương là yếu tố kích thích sự bùng nổ hiện tượng cắn mổ nhau ở cả đàn.
- Thiếu chất và thiếu dinh dưỡng do thức ăn không đủ nhu cầu phát triển trong từng giai đoạn của gà nên gà sẽ tự tìm kiếm thêm thức ăn xung quanh, còn do thiếu chất trong giai đoạn mọc lông ống.
- Thèm rau xanh và chất xơ trong giai đoạn gà mọc lông ống đây là một nguyên nhân khiến bệnh bùng phát mạnh nhất, vì ở giai đoạn mọc lông ống này gà cần rất nhiều chất, đặc biệt là đạm, khoáng và rau xanh (chất xơ) để cơ thể gà có đủ chất để tổng hợp phát triển ra bộ lông bên ngoài, nếu không cung cấp đủ thì tất nhiên gà sẽ tự đi tìm thứ khác để ăn bổ sung thêm và những chiếc "lông máu" đang mọc lún phún của những con gà bên cạnh là nguồn thức ăn bổ béo và thơm ngon nên chúng sẽ ăn lông nhau, từ đó thói quen ăn lông được hình thành
- Thích mùi tanh: Tôm, tép, giun, dế đều là thức ăn mà gà luôn ưa thích nên hễ cứ thấy là sẽ tranh nhau ăn vì chúng có mùi tanh, và máu cùng những vết thương hở cũng vậy, chúng có sức hấp dẫn đối với gà.
- Thích màu đỏ, gà là loài động vật có tính tò mò, chúng luôn muốn tìm hiểu mọi thứ bằng cái mỏ của mình, nhất là những thứ nhỏ, di động hoặc những vật mà có màu đỏ thì chúng càng không thể cưỡng lại được, nên chỉ cần một con gà trong đàn bị chảy máu là cả đàn sẽ xúm lại mổ để khám phá.[3]
- Bị ngứa cũng là một nguyên nhân khiến gà mổ lông nhau nhiều. Gà ngứa toàn thân do rận mạt, ngứa toàn thân do giun sán.
- Lòi trĩ hay lòi đom là hiện tượng này thường xuất hiện ở gà đẻ, do đẻ nhiều, trứng to hoặc gặp vấn đề về sinh sản mà phần hậu môn lòi ra ngoài, phần lòi này có màu đỏ rất có tính kích thích cho những con gà bên cạnh.